# Diocesi di Ortosia di Fenicia
La diocesi di Ortosia di Fenicia (in latino Dioecesis Orthosiensis in Phoenicia) è una sede soppressa e sede titolare della Chiesa cattolica.

## Storia
Ortosia di Fenicia, identificabile con le rovine di Bordj-Hacmon-El-Yeoudi nel nord del Libano, è un'antica sede vescovile della provincia romana della Fenicia Prima nella diocesi civile d'Oriente. Faceva parte del patriarcato di Antiochia ed era suffraganea dell'arcidiocesi di Tiro, come attestato da una Notitia episcopatuum del VI secolo.
Le Quien attribuisce a Ortosia quattro vescovi. Fosforo prese parte al concilio indetto ad Antiochia del 445 per giudicare l'operato di Atanasio di Perre e al concilio di Calcedonia del 451. Nonno sottoscrisse nel 458 la lettera dei vescovi della Fenicia Prima all'imperatore Leone I dopo la morte di Proterio di Alessandria. Il vescovo Stefano fu denunciato durante il sinodo di Costantinopoli del 518 per essere un sostenitore del patriarca monofisita Severo di Antiochia e per alcune ordinazioni illecite compiute nella diocesi di Antarado. Infine, nella vita di sant'Eutimio si fa menzione del vescovo Nilo, consacrato da Leonzio di Tripoli, in un'epoca successiva al 518.
In epoca crociata, fu sede di una diocesi di rito latino, suffraganea dell'arcidiocesi latina di Tiro e sottomessa al patriarcato di Antiochia dei Latini. Gams riporta il nome di un solo vescovo, Radolfo, menzionato nel 1136.
Dal XIX secolo Ortosia di Fenicia è annoverata tra le sedi vescovili titolari della Chiesa cattolica; la sede è vacante dal 7 febbraio 1964.

## Cronotassi

### Vescovi greci
- Fosforo † (prima del 445 - dopo il 451)
- Nonno † (menzionato nel 458)
- Stefano † (menzionato nel 518)
- Nilo † (dopo il 518)

### Vescovi latini
- Radolfo † (menzionato nel 1136)

### Vescovi titolari
La cronotassi di Ortosia di Caria potrebbe comprendere anche alcuni vescovi di questa sede, in quanto nelle fonti citate le due cronotassi non sono distinte
- Arnaldo, O.F.M. † (3 luglio 1345 - ?)
- Corrado di Helbeke, O.P. † (19 novembre 1354 - dopo il 28 giugno 1369)
- Ildemaro di Saldern  † (1384 - 1418)
- Edward Maginn † (30 settembre 1845 - 17 gennaio 1849 deceduto)
- San Gregorio Maria Grassi, O.F.M. † (25 gennaio 1876 - 9 luglio 1900 deceduto)[4]
- Godfried Marschall † (15 gennaio 1901 - 23 marzo 1911 deceduto)[5]
- Sebastião Leme da Silveira Cintra † (24 marzo 1911 - 29 aprile 1916 nominato arcivescovo di Olinda)
- Ippolito Ulivelli, O.F.M. † (13 agosto 1919 - 27 ottobre 1922 deceduto)
- Victor Colomban Dreyer, O.F.M. † (27 giugno 1923 - 26 novembre 1928 nominato arcivescovo titolare di Aduli)
- József Grósz † (17 dicembre 1928 - 19 luglio 1939 nominato vescovo di Szombathely)
- Pedro Pablo Tenreiro Francia † (30 agosto 1939 - 23 ottobre 1954 nominato vescovo di Guanare)
- Narciso Jubany Arnau † (24 novembre 1955 - 7 febbraio 1964 nominato vescovo di Gerona)